# Lista dos ganhadores do Grammy Awards
Lista dos vencedores nas principais categorias do prêmio Grammy Awards desde 1959:

## Década de 2020
2023
2022
2021
2020
- Álbum do Ano: When We All Fall Asleep, Where Do We Go? (Billie Eilish)
- Gravação do Ano: Bad Guy (Billie Eilish)
- Música do Ano: Bad Guy (Billie Eilish e Finneas O'Connell)

## Década de 2010
2016
- Álbum do Ano: 1989 (Taylor Swift)
- Gravação do Ano: Uptown Funk (Mark Ronson com participação de Bruno Mars)
- Música do Ano: Thinking Out Loud (Ed Sheeran)
- Performance solo pop: Thinking Out Loud (Ed Sheeran)
- Performance duo ou grupo: Uptown Funk (Mark Ronson com participação de Bruno Mars)
- Álbum pop: 1989 (Taylor Swift)
- Performance rock: Don't Wanna Fight (Alabama Shakes)
- Música Rock: Don't Wanna Fight (Alabama Shakes)
- Álbum Rock: Drones (Muse)
- Melhor Álbum em Surround Sound: Amused To Death (Roger Waters)
- Disco de Música Alternativa: Sound & Color (Alabama Shakes)
- Melhor Performance Rap: Alright (Kendrick Lamar)
- Melhor Música R&B do Ano: Really Love (D'Angelo e The Vanguard)
- Melhor Performance de R&B: Earned It (Cinquenta tons de cinza) (The Weeknd)
- Melhor parceria/rap: These Walls (Kendrick Lamar, Bilal, Anna Wise e Thundercat)
- Melhor Álbum Rap: To Pimp A Butterfly (Kendrick Lamar)
- Melhor Álbum de R&B: Black Messiah (D'Angelo e The Vanguard)
- Artista Revelação: Meghan Trainor
- Melhor canção Country: Girl Crush (Little Big Town)
- Melhor Álbum Country: Traveller (Chris Stapleton)
- Melhor canção de dance: Where Are Ü Now (Skrillex, Diplo e Justin Bieber)
- Melhor clipe: Bad Blood (Taylor Swift e Kendrick Lamar)
- Melhor remix de canção original: Uptown funk (Dave Audé Remix)
- Melhor trilha/canção original para cinema: Glory (Common, Rhymefest e John Legend)

2015
- Álbum do Ano: Morning Phase (Beck)
- Gravação do Ano: Stay With Me (Darkchild Version) (Sam Smith)
- Música do Ano: Stay With Me (Darkchild Version) (Sam Smith)
- Performance solo pop: Happy (Pharrel Williams)
- Performance duo ou grupo: Say Something (A Great Big World e Christina Aguilera)
- Álbum pop: In The Lonely Hour (Sam Smith)
- Performance rock: Lazaretto (Jack White)
- Música Rock: Ain't It Fun (Paramore)
- Álbum Rock: Morning Phase (Beck)
- Melhor Álbum em Surround Sound: BEYONCÉ (Beyoncé)
- Disco de Música Alternativa: St. Vincent (St. Vincent)
- Melhor Performance Rap: I (Kendrick Lamar)
- Melhor Musica R&B do Ano: Drunk In Love (Beyoncé/ Jay-z)
- Melhor Performance de R&B: Drunk In Love (Beyoncé/ Jay-z)
- Melhor parceria/rap: The Monster (Rihanna/Eminem)
- Melhor Álbum Rap: The Marshall Mathers LP2 (Eminem)
- Melhor Álbum de R&B: Love, Marriage & Divorce (Toni Braxton/Babyface)
- Artista Revelação: Sam Smith
- Melhor canção Country: I'm Not Gonna Miss You (Glen Campbell/Julian Raymond)
- Melhor Álbum Country: Platinum (Miranda Lambert)
- Melhor canção de dance: Rather Be (Clean Bandit/Jess Glynne)
- Melhor clipe: Happy (Pharrell Williams)
- Melhor remix de canção original: Summertime Sadness (Cedric Gervais/Lana Del Rey)
- Melhor trilha/canção original para cinema: Let it Go (Idina Menzel)

2014
- Álbum do Ano: Random Access Memories (Daft Punk)
- Gravação do Ano: Get Lucky (Daft Punk)
- Música do Ano: Royals (Lorde)
- Single do Ano: Get Lucky (Daft Punk)
- Performance solo pop: Royals (Lorde)
- Performance duo ou grupo: Get Lucky (Daft Punk e Pharrell)
- Álbum pop: Unorthodox Jukebox (Bruno Mars)
- Performance rock: Radioactive (Imagine Dragons)
- Música Rock: Cut Me Some Slack (Dave Grohl, Paul McCartney, Krist Novoselic e Pat Smear)
- Álbum Rock: Celebration Day (Led Zeppelin)
- Disco de Música Alternativa: Modern Vampires Of The City (Vampire Weekend)
- Melhor Performance Rap: Thrift Shop (Macklemore & Ryan Lewis)
- Melhor parceria/rap: Holy Grail (Jay Z e Justin Timberlake)
- Melhor Álbum Rap: The Heist (Macklemore & Ryan Lewis)
- Melhor Álbum de R&B: Girl On Fire (Alicia Keys)
- Artista Revelação: Macklemore & Ryan Lewis
- Melhor canção Country: Merry Go 'Round (Kacey Musgraves)
- Melhor Álbum Country: Same Trailer Different Park (Kacey Musgraves)
- Melhor canção de dance: Clarity (Zedd)
- Melhor clipe: Suit & Tie (Justin Timberlake)
- Melhor remix de canção original: Summertime Sadness (Cedric Gervais/Lana Del Rey)
- Melhor trilha/canção original para cinema: Skyfall (Adele)

2013
- Álbum do Ano: Babel (Mumford and Sons)
- Gravação do Ano: Somebody That I Used to Know (Gotye feat. Kimbra)
- Música do Ano: We Are Young (fun. feat. Janelle Monáe)
- Performance solo pop: Set Fire to the Rain (Live) (Adele)
- Performance duo ou grupo: Somebody That I Used to Know (Gotye feat. Kimbra)
- Álbum pop:  Stronger (Kelly Clarkson)
- Performance rock: Lonely Boy (The Black Keys)
- Performance hard rock/metal: Love Bites (So Do I) (Halestorm)
- Melhor Performance Tradicional de R&B: Love On Top (Beyoncé)
- Música Rock: Lonely Boy (The Black Keys)
- Álbum Rock: El Camino (The Black Keys)
- Disco de Música Alternativa: Making Mirrors (Gotye)
- Melhor Performance Rap: Niggas in Paris (Jay-Z & Kanye West)
- Melhor parceria/rap: No Church in the Wild (Kanye West, Frank Ocean, Jay-Z & The-Dream)
- Melhor Álbum Rap: Take Care (Drake)
- Melhor Álbum de R&B: Robert Glasper Experiment (Black Radio)
- Artista Revelação: fun.

2012
- Álbum do Ano: 21 (Adele)
- Gravação do Ano:  Rolling in the Deep (Adele)
- Música do Ano: Rolling in the Deep (Adele)
- Performance solo pop: Someone Like You (Adele)
- Performance duo ou grupo: Tony Bennett & Amy Winehouse (Body and Soul (canção))
- Álbum pop: 21 (Adele)
- Performance rock: Foo Fighters (Walk)
- Performance hard rock/metal: Foo Fighters (White Limo)
- Música Rock: Walk (Foo Fighters)
- Álbum Rock: Wasting Light (Foo Fighters)
- Disco de Música Alternativa: Bon Iver (Bon Iver)
- Melhor Performance Rap: Otis (Jay-Z) & (Kanye West)
- Melhor parceria/rap: All of the Lights (Kanye West),(Rihanna),(Kid Cudi) & (Fergie)
- Melhor Álbum Rap: My Beautiful Dark Twisted Fantasy (Kanye West)
- Melhor Álbum de R&B: F.A.M.E. (Chris Brown)
- Melhor Álbum Country: Own The Night (Lady Antebellum)
- Melhor performance Country (solo): Mean (Taylor Swift)
- Melhor vídeo musical curto: Rolling in the Deep (Adele)
- Melhor vídeo musical longo: Back and Forth (Foo Fighters)
- Artista Revelação: Bon Iver

2011
- Álbum do Ano: The Suburbs (Arcade Fire)
- Canção do Ano: Need You Now (Lady Antebellum)
- Gravação do Ano: Need You Now (Lady Antebellum)
- Artista Revelação: Esperanza Spalding
- Melhor Performance Vocal Feminina Pop: Bad Romance (Lady Gaga)
- Melhor Performance Vocal Masculina Pop: Just The Way You Are (Bruno Mars)
- Melhor Disco Pop: The Fame Monster (Lady Gaga)
- Melhor Disco Rock: The Resistance (Muse)
- Melhor Disco R&B: Wake Up! (John Legend and The Roots)
- Melhor Disco Rap: Recovery (Eminem)
- Melhor Disco Country: Need You Now (Lady Antebellum)
- Melhor Disco de Pop Latino: Paraiso Express (Alejandro Sanz)
- Melhor Disco de Jazz Contemporâneo: The Stanley Clarke Band (The Stanley Clarke Band)
- Melhor Disco de World Music Contemporânea: Throw Down Your Heart , Africa Sessions Part 2: Unreleased Tracks (Béla Fleck)
- Melhor Performance de Rap Solo": Not Afraid (Eminem)

2010
- Álbum do Ano : Fearless (Taylor Swift)
- Artista Revelação: Zac Brown Band
- Melhor Performance Vocal Masculino Pop: Make it Mine (Jason Mraz)
- Vocal Pop Duo/Grupo: I Gotta Feeling (Black Eyed Peas)
- Colaboração Pop: Lucky (Jason Mraz) & (Colbie Caillat)
- Melhor Performance Vocal Feminino Pop: Halo (Beyoncé)
- Álbum Pop do Ano: The E.N.D (Black Eyed Peas)
- Vocal Rock Duo/Grupo: Use Somebody (Kings of Leon)
- Música de Rock: Use Somebody (Kings of Leon)
- Álbum Rock do Ano: 21st Century Breakdown (Green Day)
- Vocal R&B Feminino: Single Ladies (Beyoncé)
- Vocal R&B Masculino: Pretty Wings (Maxwell)
- Vocal R&B Duo/Grupo: Blame It (Jamie Foxx) & (T-Pain)
- Vocal Tradicional de R&B: At Last (Beyoncé)
- Música R&B do Ano: Single Ladies (Beyoncé)
- Álbum R&B do Ano: Blacksummers Nigth (Maxwell)
- Álbum Contemporâneo de R&B: I Am... Sasha Fierce (Beyoncé)
- Videoclip do Ano: Boom Boom Pow (Black Eyed Peas)
- "Melhor Álbum de Rap": Relapse (Eminem)
- "Melhor Performance de Rap em Grupo": Crack A Bottle (Eminem)

## Década de 2000
2009
- Letra: Viva la Vida (Coldplay)
- Álbum: Raising Sand (Robert Plant & Alison Krauss)
- Gravação: Raising Sand (Robert Plant & Alison Krauss)
- Revelação: Adele

2008
- Música: Rehab (Amy Winehouse)
- Álbum: River: The Joni Letters (Herbie Hancock)
- Gravação:Rehab (Amy Winehouse)
- Revelação: Amy Winehouse

2007
- Música: Not Ready To Make Nice (Dixie Chics)
- Álbum: Taking The Long Way (Dixie Chics)
- Gravação: Not Ready To Make Nice (Dixie Chicks)
- Revelação: Carrie Underwood
- Melhor performance de Rock em dupla ou grupo: Dani California (Red Hot Chili Peppers)
- Melhor Performance Pop Vocal Feminina: Ain't No Other Man (Christina Aguilera)
- Melhor canção de Rock: Dani California (Red Hot Chili Peppers)
- Melhor álbum de Rock: Stadium Arcadium(Red Hot Chili Peppers)
- Melhor disco em edição especial limitada: Stadium Arcadium (Red Hot Chili Peppers)
- Produtor do ano: Rick Rubin (Red Hot Chili Peppers)

2006
- Música: Sometimes You Can't Make It On Your Own (U2)
- Álbum do ano: How To Dismantle An Atomic Bomb (U2)
- Gravação: Boulevard Of Broken Dreams (Green Day)
- Revelação: John Legend
- Melhor performance Hard/Rock : BYOB (System Of A Down)
- Melhor Performance de Rock/Metal: Before I Forget (Slipknot)

2005
- Música: Daughters (John Mayer).
- Álbum: Genius Loves Company (Ray Charles)
- Gravação: Here We Go Again (Ray Charles & Norah Jones)
- Revelação: Maroon 5
- Melhor Gravação Dance: Toxic (Britney Spears)

2004
- Música: Dance With My Father (Luther Vandross & Richard Marx)
- Álbum: Speakerboxxx/The Love Below (Outkast)
- Gravação: Clocks (Coldplay)
- Revelação: Evanescence
- "Melhor Performance de Rap Solo": Lose Yourself (Eminem)
- "Melhor Música de Rap": Lose Yourself (Eminem)
- Melhor Performance Pop Vocal: Beautiful (Christina Aguilera)

2003
- Música: Don't Know Why (Jesse Harris)
- Álbum: Come Away With Me(Norah Jones)
- Gravação: Don't Know Why (Norah Jones)
- Revelação: Norah Jones
- Melhor Álbum Pop Vocal: Britney (Britney Spears)
- "Melhor Álbum de Rap": The Eminem Show (Eminem)
- "Melhor Videoclipe": Without Me (Eminem)

2002
- Música: Fallin (Alicia Keys)
- Álbum: O Brother, Where Art Thou? - Soundtrack
- Gravação: Walk On (U2)
- Revelação: Alicia Keys
- Melhor Colaboração Pop com Vocals: Lady Marmalade (com Christina Aguilera, Lil' Kim, Mýa e Pink)

2001
- Música: Beautiful Day (U2)
- Álbum: Two Against Nature (Steely Dan)
- Gravação: Beautiful Day (U2)
- Revelação: Shelby Lynne
- Melhor canção de rock: With Arms Wide Open (Creed)
- "Melhor Performance de Rap Solo": The Real Slim Shady
- "Melhor Performance de Rap em Parceria": Forgot About Dre (Eminem)
- "Melhor Álbum de Rap": The Marshall Mathers LP (Eminem)

2000
- Música: Smooth (Itaal Shur & Rob Thomas)
- Álbum: Supernatural (Santana)
- Gravação: Smooth (Santana, Rob Thomas)
- Revelação: Christina Aguilera
- Melhor canção de Rock: Scar Tissue (Red Hot Chili Peppers)
- "Melhor Performance de Rap Solo" : My Name Is (Eminem)
- "Melhor Álbum de Rap" : The Slim Shady LP (Eminem)

## Década de 1990
1999
- Música: My Heart Will Go On (James Horner e Will Jennings)
- Álbum: The Miseducation of Lauryn Hill (Lauryn Hill)
- Gravação: My Heart Will Go On (Celine Dion)
- Revelação: Lauryn Hill

1998
- Música: Sunny Came Home (Shawn Colvin e John Leventhal)
- Álbum: Time Out of Mind (Bob Dylan)
- Gravação: Sunny Came Home (Shawn Colvin e John Leventhal)
- Revelação: Paula Cole

1997
- Música: Change the World (Gordon Kennedy e Tommy Sims)
- Álbum: Falling Into You (Celine Dion)
- Gravação: Change the World (Eric Clapton)
- Revelação: LeAnn Rimes

1996
- Música: Kiss from a Rose (Seal)
- Álbum: Jagged Little Pill ( Alanis Morissette)
- Gravação: Kiss from a Rose (Seal)
- Revelação: Hootie & the Blowfish
- Melhor álbum alternativo: MTV Unplugged In New York (Nirvana)

1995
- Música: Streets of Philadelphia (Bruce Springsteen)
- Álbum: MTV Unplugged (Tony Bennett)
- Gravação: All I Wanna Do (Sheryl Crow)

1994
- Música: A Whole New World (Alan Menken, Tim Rice)
- Álbum: The Bodyguard (Whitney Houston)
- Gravação: I Will Always Love You (Whitney Houston)
- Melhor álbum latino: Live (Selena)

1993
- Música: Tears in Heaven (Eric Clapton)
- Álbum: Unplugged (Eric Clapton)
- Gravação: Tears in Heaven (Eric Clapton)
- Revelação:Toni Braxton
- Melhor performance de Hard Rock: Give It Away (Red Hot Chili Peppers)

1992
- Música: Unforgettable (Irving Gordon)
- Álbum: Unforgettable (Natalie Cole)
- Gravação: Unforgettable (Natalie Cole)

1991
- Música: From A Distance (Julie Gold)
- Álbum: Back On The Block (Quincy Jones)
- Gravação: Another Day In Paradise (Phil Collins)
- Revelação: Mariah Carey

1990
- Música: Wind Beneath My Wings (Bette Midler)
- Álbum: Nick of Time (Bonnie Raitt)
- Gravação: Wind Beneath My Wings (Bette Midler)

## Década de 1980
1989
- Música: Don't Worry Be Happy (Bobby McFerrin)
- Álbum: Faith (George Michael)
- Gravação: Don't Worry Be Happy (Bobby McFerrin)

1988
- Música: Somewhere Out There (James Horner, Barry Mann e Cynthia Weil)
- Álbum: Joshua Tree (U2)
- Gravação: Graceland (Paul Simon)

1987
- Música: That's What Friends Are For (Burt Bacharach e Carole Bayer Sager)
- Álbum: Graceland (Paul Simon)
- Gravação: Higher Love (Steve Winwood)

1986
- Música: We Are the World (Michael Jackson e Lionel Richie)
- Álbum: No Jacket Required (Phil Collins)
- Gravação: We Are the World (USA for Africa)

1985
- Música: What's Love Got to Do with It (Graham Lyle e Terry Britten)
- Álbum: Can't Slow Down (Lionel Richie)
- Gravação: What's Love Got to Do with It (Tina Turner)

1984
- Música: Every Breath You Take (Sting)
- Álbum do Ano: Michael Jackson: Thriller
- Gravação do Ano: ("Beat It")
- Cantor Pop Solo Masculino: (Thriller)
- Produtor do Ano: (Thriller)
- Melhor Vocal Rock Masculino: ("Beat It")
- Melhor Vocal R&B Masculino: ("Billie Jean")
- Compacto R&B: ("Billie Jean")
- Gravação Infantil: E.T., o Extraterrestre
- Gravação: Beat it (Michael Jackson)
- Revelação: (Cyndi Lauper)

1983
- Música: Always on My Mind (Johnny Christopher, Mark James e Wayne Carson)
- Álbum: Toto IV (Toto)
- Gravação: Rosanna (Toto)

1982
- Música: Bette Davis Eyes (Donna Weiss e Jackie DeShannon)
- Álbum: Double Fantasy (John Lennon e Yoko Ono)
- Gravação: Bette Davis Eyes (Kim Carnes)

1981
- Música: Sailing (Christopher Cross)
- Álbum: Christopher Cross (Christopher Cross)
- Gravação: Sailing (Christopher Cross)

1980
- Música: What a Fool Believes (Kenny Loggins e Michael McDonald)
- Álbum: 52nd Street (Billy Joel)
- Gravação: What a Fool Believes (Doobie Brothers)

## Década de 1970
1979
- Música: Just the Way You Are (Billy Joel)
- Álbum: Saturday Night Fever (Bee Gees, David Shire, Yvonne Elliman, Tevares, Kool and the Gang, K.C. and the Sunshine Band, MFSB, Trammps, Walter Murphy e Ralph MacDonald)
- Gravação: Just the Way You Are (Billy Joel, Michael Jackson: Dont Stop Till You Get Enough)

1978
- Música: Love Theme from A Star Is Born (Barbra Streisand e Paul Williams) e You Light Up My Life (Joe Brooks)
- Álbum: Rumors (Fleetwood Mac)
- Gravação: Hotel California (Eagles)

1977
- Música: I Write the Songs (Bruce Johnston)
- Álbum: Songs in the Key of Life (Stevie Wonder)
- Gravação: This Masquerade (George Benson)

1976
- Música: Send in the Clowns (Stephen Sondheim)
- Álbum: Still Crazy After All These Years (Paul Simon)
- Gravação: Love Will Keep Us Together (Captain and Tennille)

1975
- Música: The Way We Were (Marilyn e Alan Bergman e Marvin Hamlisch)
- Álbum: Fulfillingness First Finale (Stevie Wonder)
- Gravação: I Honestly Love You (Olivia Newton-John)

1974
- Música: Killing Me Softly with His Song (Norman Gimbel e Charles Fox)
- Álbum: Innervision (Stevie Wonder)
- Gravação: Killing Me Softly with His Song (Roberta Flack)

1973
- Música: The First Time Ever I Saw Your Face (Ewan Mac Cooll)
- Álbum: The Concert for Bangladesh (George Harrison, Bob Dylan, Ringo Star, Eric Clapton)
- Gravação: The First Time Ever I Saw Your Face (Roberta Flack)

1972
- Música: You've Got a Friend (Carole King)
- Álbum: Tapestry (Carole King)
- Gravação: It's Too Late (Carole King)

1971
- Música: Bridge over Troubled Water (Paul Simon)
- Álbum: Bridge over Troubled Water (Simon e Garfunkel)
- Gravação: Bridge over Troubled Water (Simon e Garfunkel)

1970
- Música:  People Play (Joe South)
- Álbum: Blood, Sweat and Tears (Blood, Sweat and Tears)
- Gravação: Aquavirus/Let the sunshine in (5th Dimension)

## Década de 1960
1969
- Música: Little Green Apples (carece de fonte)
- Álbum: By the Time I Get to Phoenix (Glen Campbell)
- Gravação: Mrs. Robinson (Simon e Garfunkel)

1968